# 加藤進 (国土交通官僚)
加藤 進（かとう すすむ、1967年〈昭和42年〉11月19日 - ）は、日本の運輸・国土交通官僚。

## 来歴
兵庫県神戸市生まれ。甲陽学院高等学校を経て、1990年（平成2年）、東京大学法学部を卒業。同年4月、運輸省に入省。入省後、航空局管制保安部保安企画課航空衛星室補佐官、運輸省大臣官房文書課専門官、海上交通局外航課補佐官などを経て、2002年（平成14年）7月、鉄道局業務課長補佐に就任。在任中、東京メトロの民営化に携わり、外国人向けの駅名表示のナンバリングを提案した。その後、総合政策局政策課長補佐、国土交通省大臣官房総務課長補佐などを経て、2007年（平成19年）7月に国土交通省大臣官房総務課企画官（観光）に就任。在任中、観光庁発足の際に予算・定員などを扱う業務に携わった。総務課企画官退任後、観光庁総務課企画室長、九州運輸局企画観光部長を経て、2011年（平成23年）4月、航空局空港部首都圏空港課成田国際空港整備推進調整室長に就任。成田国際空港のLCC就航の際に受け入れ体制の整備のため、ターミナルの整備や離着陸時間制限の柔軟化に尽力した。成田国際空港整備推進調整室長退任後、内閣官房内閣参事官（内閣官房副長官補付）、自動車局貨物課長、内閣官房特定複合観光施設区域整備推進室参事官、観光庁総務課長、国土交通省大臣官房審議官（国土政策局、観光庁）、北海道運輸局長、総合政策局次長などを歴任。
2022年（令和4年）6月28日、国土交通省大臣官房総括審議官に就任。
2023年（令和5年）7月7日、観光庁次長に就任。
2024年（令和6年）7月1日、国土交通省大臣官房危機管理・運輸安全政策審議官に就任。2025年（令和7年）7月1日、辞職。

## 年譜
- 1990年（平成2年）
  - 東京大学法学部卒業[5]
  - 4月 - 運輸省に入省[12]
- 1995年（平成7年）1月 - 運輸省近畿運輸局運航部輸送課長[12]
- 1996年（平成8年）4月 - 運輸省航空局管制保安部保安企画課航空衛星室補佐官[12]
- 1997年（平成9年）11月 - 運輸省大臣官房文書課専門官[12]
- 2000年（平成12年）6月 - 運輸省海上交通局外航課補佐官[12]
- 2002年（平成14年）7月 - 国土交通省鉄道局業務課長補佐[12]
- 2004年（平成16年）4月 - 国土交通省総合政策局政策課長補佐[12]
- 2005年（平成17年）8月 - 国土交通省大臣官房総務課長補佐[12]
- 2007年（平成19年）8月 - 国土交通省大臣官房総務課企画官（観光）[12]
- 2008年（平成20年）10月 - 観光庁総務課企画室長[12]
- 2009年（平成21年）7月 - 国土交通省九州運輸局企画観光部長[12]
- 2011年（平成23年）4月 - 国土交通省航空局空港部首都圏空港課成田国際空港整備推進調整室長[12]
- 2013年（平成25年）8月 - 内閣官房内閣参事官（内閣官房副長官補付）[12]
- 2016年（平成28年）6月 - 国土交通省自動車局貨物課長[12]
- 2017年（平成29年）7月 - 内閣官房特定複合観光施設区域整備推進室参事官[12]
- 2018年（平成30年）7月 - 国土交通省観光庁総務課長[12]
- 2019年（令和元年）7月09日 - 国土交通省大臣官房審議官（国土政策局、観光庁）[12][13]
- 2020年（令和2年）7月21日 - 国土交通省北海道運輸局長[12][14]
- 2022年（令和4年）
  - 1月05日 - 国土交通省総合政策局次長[12][15]
  - 6月28日 - 国土交通省大臣官房総括審議官[10][11]
- 2023年（令和5年）7月07日 - 観光庁次長[8][9]
- 2024年（令和6年）7月01日 - 国土交通省大臣官房危機管理・運輸安全政策審議官[6]
- 2025年（令和7年）7月01日 - 辞職[7]